# الوقاية من الوقوع
الوقاية من خطر الوقوع هي عبارة عن مجموعة من الأفعال التي تساعد في تقليل عدد حوادث الوقوع التي يعاني منها الكبار في السن.
الإصابات المتعلقة بالوقوع والسقوط تعد من أكثر المشاكل الصحية خطورة عند المسنين. قرابة ثلث الكبار في السن يعانون من حوادث الوقوع على الأقل مرة في السنة. ويعاني نصفهم من أكثر من حادث سقوط في السنة. بسبب هشاشة العظام وقلة الحركة وبطء الانعكاسات العصبية يتسبب السقوط بكسور في الحوض والرأس وأحيانا يسبب الوفاة عند هؤلاء الكبار في السن. تعد الكسور الناتجة عن الحوادث خامس أهم سبب للوفاة عند المسنين. في ما يقارب 75% من حالات الكسور يعاني المرضى من تعافي غير مكتمل وتدهور عام في الصحة.
من مؤشرات خطر الوقوع وجود تاريخ مرضي لحادثة وقوع في الماضي، ومشاكل المشي والتوازن. بعض الدراسات تعد الحالات التالية مصاحبة لزيادة خطر الوقوع: اعتلال الرؤية، بعض الأدوية (خصوصا الأدوية النفسية) وتدهور أنشطة الحياة اليومية والإدراك. دور هبوط الضغط الإنتصابي في زيادة خطر السقوط غير محدد.

## الإستراتيجيات والتدخلات في الوقاية من الوقوع
الأبحاث تشير إلى أن البرامج التدخلية العلاجية التي تعمل على تقليل تأثير العوامل المسببة في السقوط عند الكبار تقلل من نسبة السقوط بما مقداره27 في المئة على مستوى العامة وبنسبة 14% على مستوى المرضى الذين عانوا السقوط سابقاً أو لديهم عوامل أخرى تزيد من خطر سقوطهم. هذه المعلومات على حسب الدراسات العلمية المعمولة في هذا الجانب. على الرغم من الموضوع يحتاج إلى المزيد من الأبحاث، فإن المعايير الوقائية التي أظهرت أكبر أثر في الوقاية من السقوط تتضمن: التوازن وتقليل المخاطر المنزلية والتأثيرات الانسحابية الدوائية الناتجة عن  إيقاف الأدوية النفسية، وأجهزة تنظيم نبضات القلب، ومرضى فرط حساسية تجويف الشريان السباتي وتمارينتاي تشي.
تمارين تاي تشي أظهرت ما نسبته 47% من تقليل السقوط في بعض الدراسات ولكن هذه التمارين لا تعد مساعداً على الثبات عند الوقوف. ربما تساعد تمارين تاي تشي في زيادة الثقة بالنفس عوضا عن تأثيرها بشكل مباشر على التوازن في الوقوف. التكنولوجيا المساعدة يمكن أن تطبق رغم أنها قد تؤدي لردات فعل في حالات السقوط. 

## تكنولوجيا الأمان

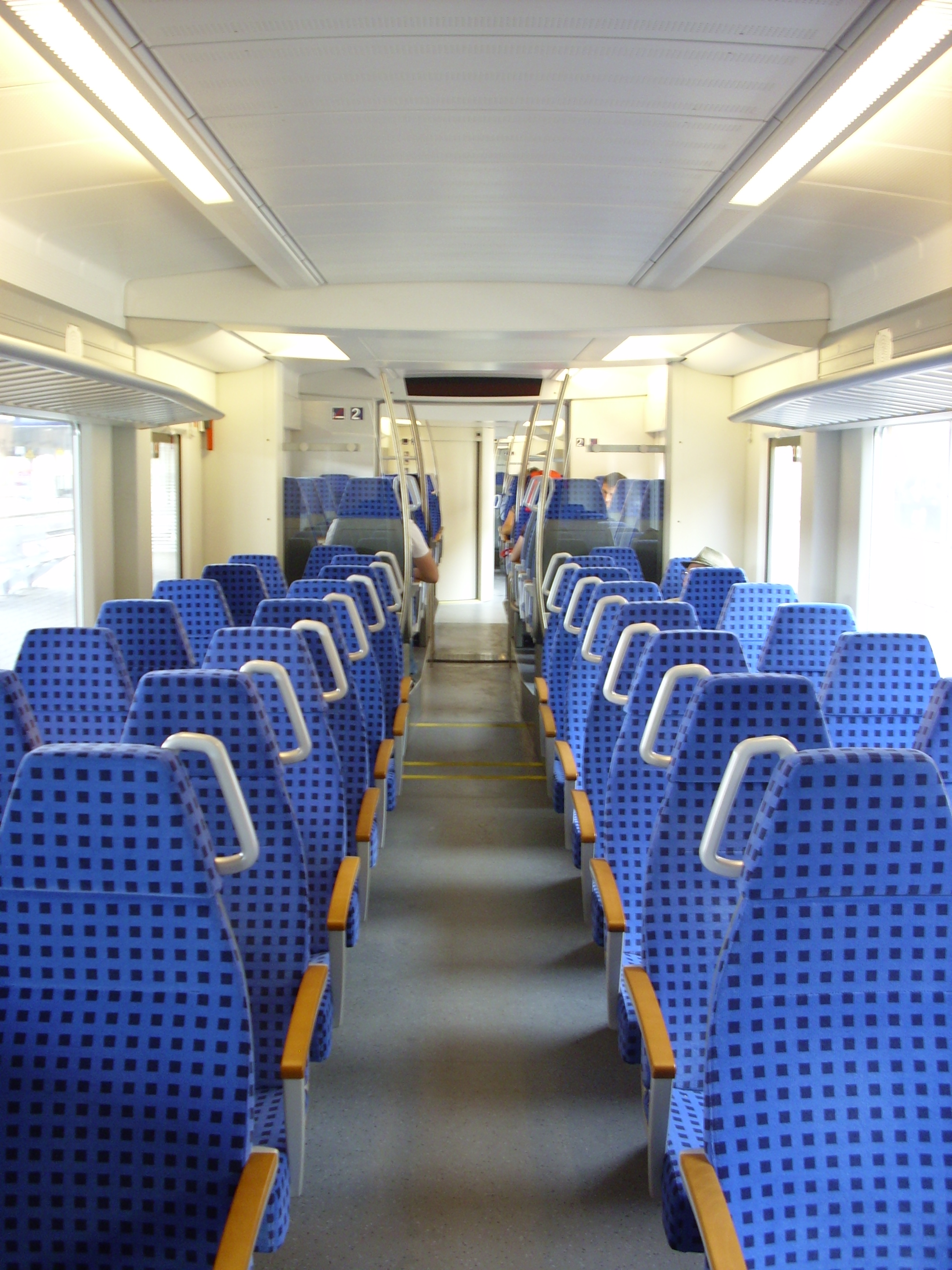
مقابض على المقاعد

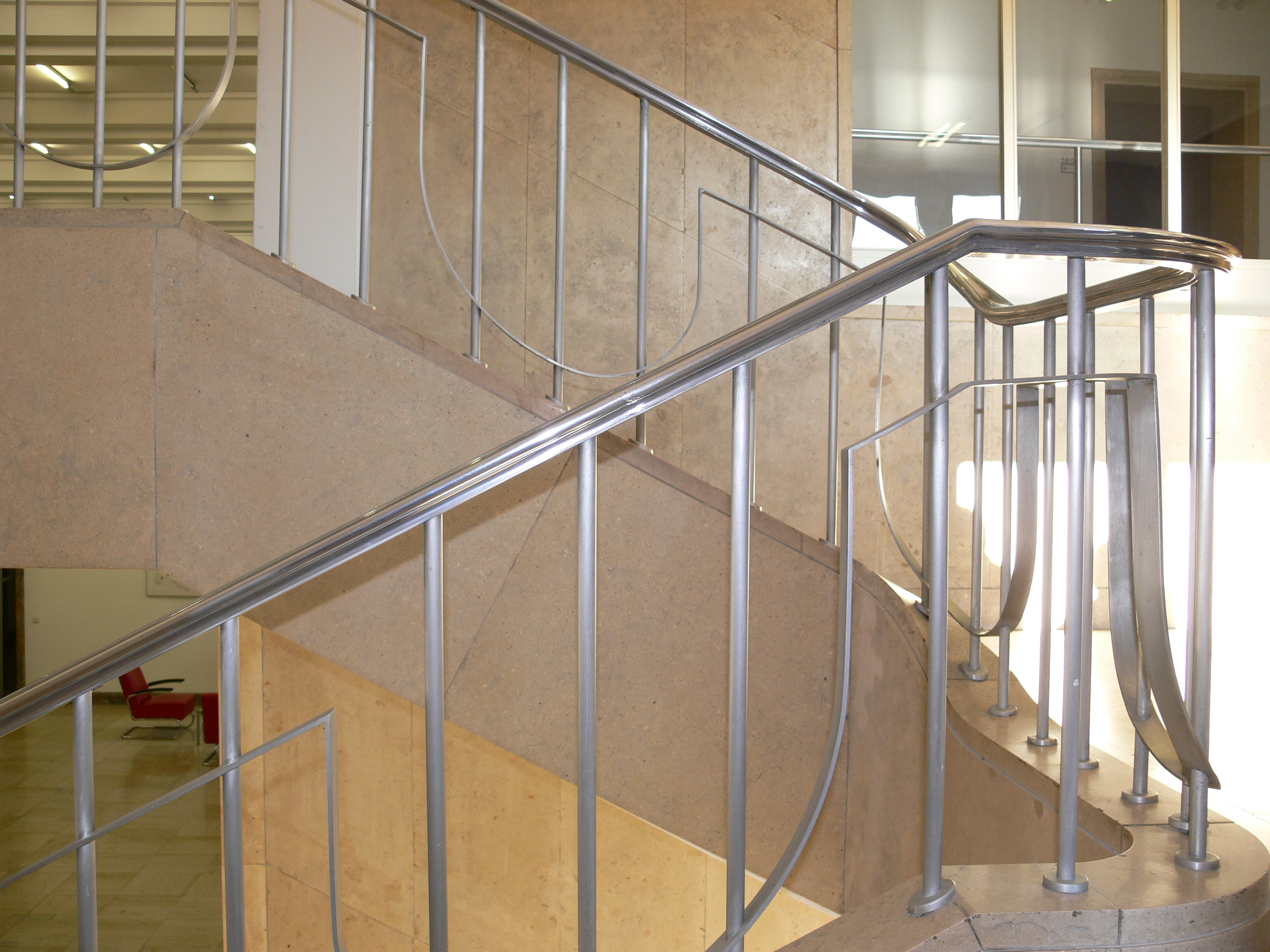
مقابض الدرج

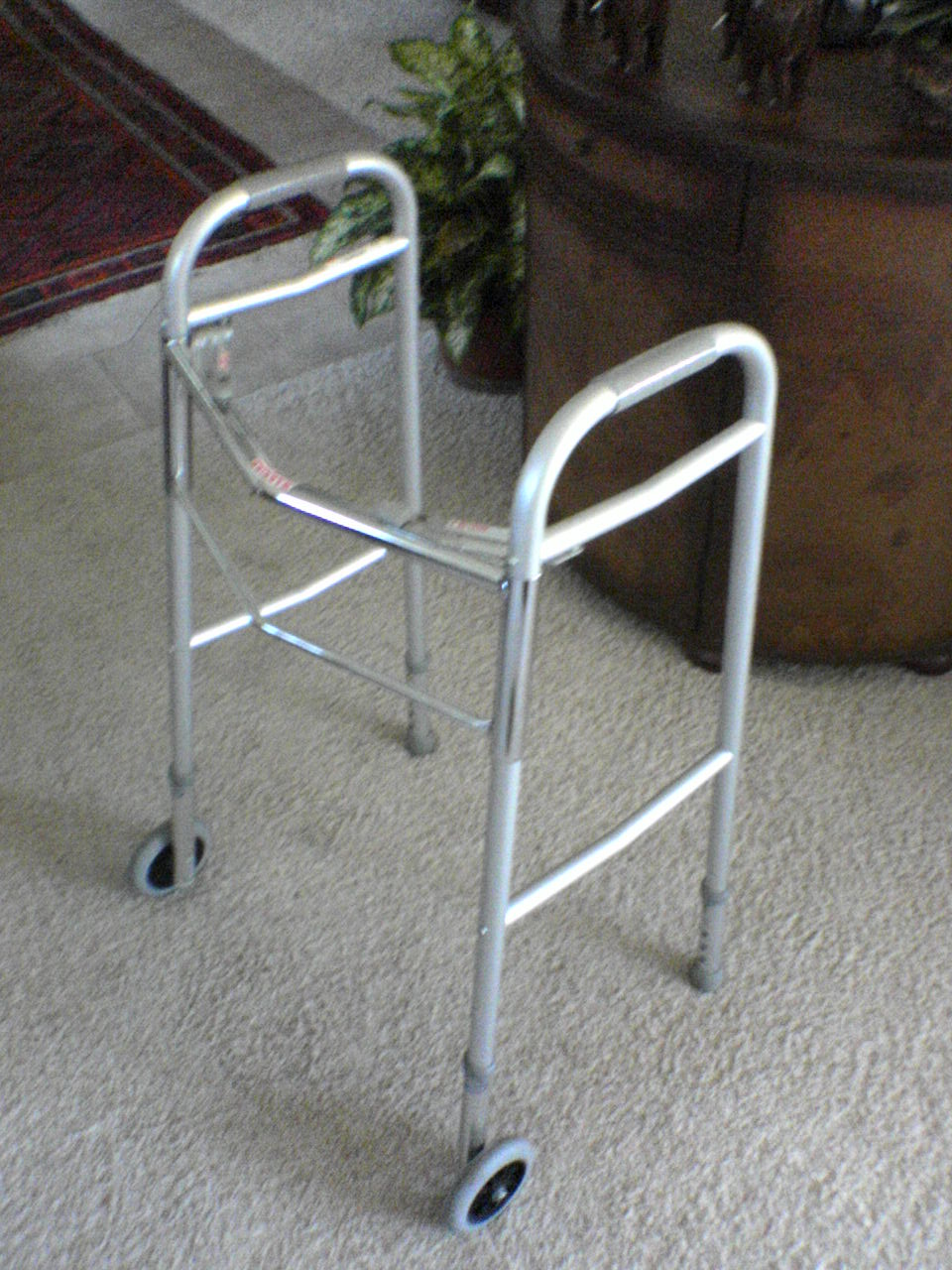
أداة مساعدة للمشي

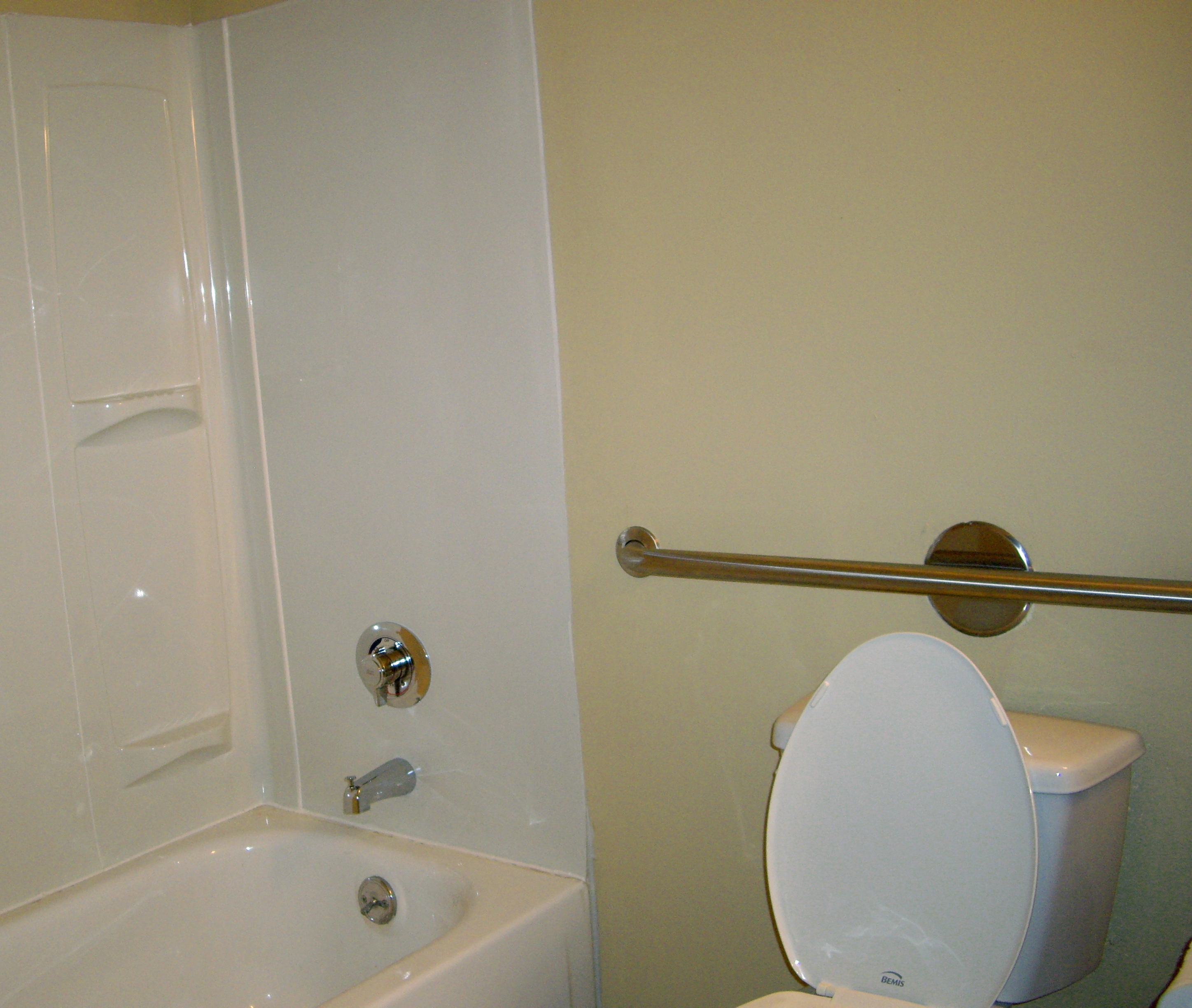
مقبض في الحمام

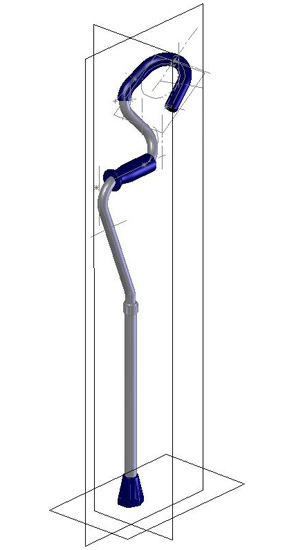
عكاز للساعد

من التحسينات الوقائية المقابض المساندة في التوازن في المنزل وخارجه. يستحسن وجود مثل هذه القضبان بجانب الدرج وعند الادوار وعندما تكون الأرضيات ذات أنماط خطرة كتلك الزلقة والتي لا تتضح معالمها. هنالك مقابض خاصة يمكن وضعها في الحمامات. بالإضافة إلى العكازات والركائز التي من شأنها تسهيل الحركة وتقليل السقوط.

## الإضاءة
إن عامل الإنارة مهم في الهندسة البشرية من أجل تقليل المخاطر التي تنتج من الوقوع بسبب العقبات والأماكن الخطرة. يجب أن تتوافر المصابيح بقوة وكفاءة عالية في الأماكن التي يتواجد فيها الخطر حتى يتم تجنبها. ويجب أن تكون هذه المصابيح سريعة في العمل وليست من النوع الذي يتأخر في العمل. هذا التأكيد على أهمية الإضاءة الكافية يأتي بسبب أن مرضى الضمور البقعي وإعتام عدسة العين يجدون صعوبة في رؤية. أيضا يعد عامل الثبات أثناء الوقوف مهم جدا ومن أجله ينصح بأن تكون الأرضيات خشنة قدر المستطاع حتى يتم تجنب الانزلاقات. بالإضافة إلى لبس الأحذية المناسبة لهذا الغرض، مثال، الأحذية المصنوعة من المطاط والمطاط الصناعي.

## تلطيف الوقوع
الأرضيات المبطنة مثل السجاد المبطن بالإسفنج والمطاط قد يساعد في تلطيف الضرر الناجم عن السقوط. البلاط المصنوع من المطاط وتغطية وتمليس الأثاث ذو الزوايا الحادة يمكن أن يساعد. خطر الانزلاق يزيد عند وجود سجاد قابل للانزلاق، قشر موز، أو مواد سائلة منسكبة على الأرض. يجب أن تكون الأرضيات خالية من العوائق.

## تغيير استخدام واختيار النظارات الطبية
النظارات ثنائية البؤرة والثلاثية البؤرة التي تستخدم للقراءة فقط ليست آمنة للمشي والحركة أثناء لبسها. ينصح بلبس نظارات منفصلة للقراء والمشي.

### الرعاية الصحية (المراجعة وتقييم المخاطر)
الهدف من الرعاية الصحية هو تحديد الأسباب المؤدية للسقوط والكسور، مثل هشاشة العظام، استخدام أدوية متعددة، مشاكل التوازن والحركة، فقدان البصر وحدوث حالات من السقوط في السابق. هنالك أدوية يستحسن عدم استخدامها عند الكبار في السن وضعها بيير في قائمة أسماها باسمه. تقييم كل حالة سقوط عند المريض يهدف إلى تعيين المسببات وكيفية تجنبها في المستقبل. بعض الاختبارات السريرية يتم عملها عندما يكون سبب الوقوع ليس ناجما عن فقدان الوعي من أجل تعيين العوامل المسببة

### التوازن والقوة
الدراسات أثبتت أن تقوية المرونة، والتوازن والثبات عند المرضى يحسن الحركة وكذلك يمنع السقوط. إن غالبية الكبار في السن لا يمارسون الرياضة بانتظام و 35% من هؤلاء الذين فوق سن 65 عاما لا يشاركون في نشاطات ترفيهية. كثير من الناس الذين حصل لهم السقوط يتوقفون عن الرياضة خوفا من السقوط.

### تحسين البيئة المحيطة
يمكن للبيت أن يكون مصدر خطر، خصوصا الحمام، مكان الإستحمام والدرج. يمكن عمل تحسينات للمنزل بحيث تقل الأخطار المحيطة بالمريض الكبير بالسن، مثال تقليل الفوضى وزيادة المقابض في الأماكن اللازمة مثل مكان الإستحمام وبجانب المرحاض. تركيب موانع انزلاق في الفرشات الأرضية، توفير قضبان حديدة بجانب الدرج، والإنارة الكافية يمكن أن تساعد كذلك. حاليا لا يوجد دليل علمي على أن هذه التحسينات المنزلية له فعالية في تقليل المخاطر. يظهر لدينا أن هذي التحسينات.

### الوقاية من السقوط عند الكبار في السن
السقوط يعتبر أمر شائع في الفئة العمرية من 65 سنة وما فوق. الخطر من السقوط يكون مضاعفا عندما يكون الشخص منوما في المستشفيات. الفروقات بين السقوط عند المرضى لم يتم تحديده في الدراسات. الدراسة تقول أن 60% من المسنين الذين لديهم مشاكل في الإدراك والذاكرة يعانون من السقوط سنويا. معظم حالات السقوط ترجع إلى مرضى لديهم مشاكل صحية مزمنة وأعمارهم فوق ال65. تم اكتشاف عوامل داخلية وعوامل خارجية مسببة للسقوط. من أجل الوقاية من السقوط علينا أن نجد الحلول للأسباب المؤدية للسقوط ومحاولة إيجاد البدائل اللازمة.